# كريس كليفورد
كريس كليفورد هو لاعب هوكي الجليد كندي، ولد في 26 مايو 1966 في كينغستون في كندا.

## وصلات خارجية
- كريس كليفورد على موقع دوري الهوكي الوطني (الإنجليزية)
- كريس كليفورد على موقع قاعة مشاهير الهوكي (لاعب أن.إتش.أل) (الإنجليزية)
- كريس كليفورد على موقع EliteProspects.com (الإنجليزية)
- كريس كليفورد على موقع HockeyDB.com (الإنجليزية)
- كريس كليفورد على موقع Hockey-Reference.com (الإنجليزية)